# Ramon Schilperoord

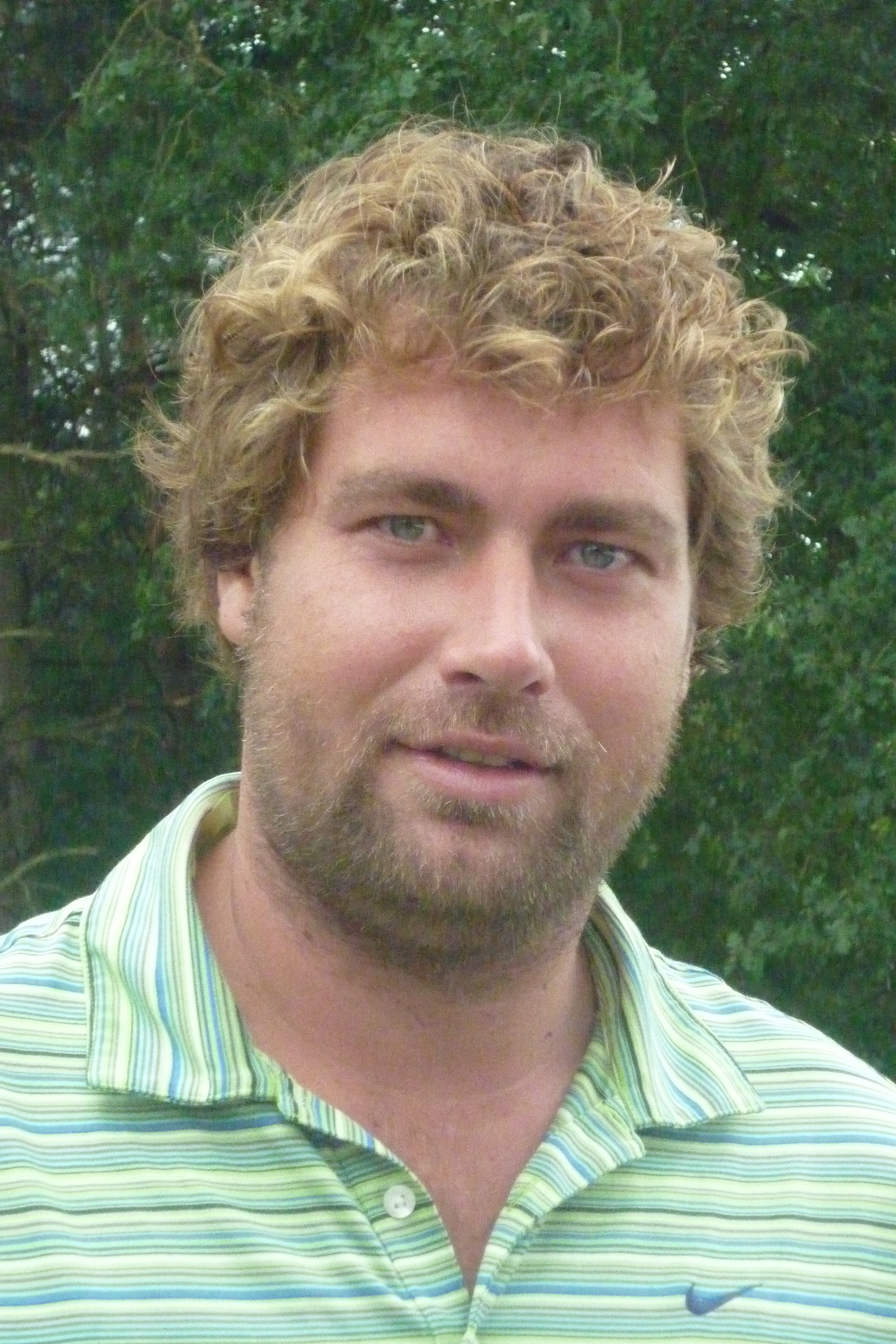
2011

Ramon Schilperoord (Schiedam, 25 oktober 1979) is een Nederlandse golfprofessional. 
Op 12-jarige leeftijd begon Ramon met golf. Hij was lid op Golfclub Broekpolder en heeft daar les van de head-professional, Jamie Doughtie.

## Amateur
In 2006 won Schilpenoord het NK Matchplay (jeugd).

In 2006 en 2007 kwam hij in de halve finale van het NK Matchplay (heren), en bereikte enkele top-10 plaatsen in strokeplay kampioenschappen.

## Professional
Eind 2007 werd Schilperoord professional. 

In 2008 speelde hij op de EPD Tour, waar hij o.a. 5de werd in Tsjechië.

In 2009 speelde hij op de EPD Tour. Zijn beste resultaat was een 8ste plaats bij de Sueno Dunes Classic in Turkije. Het is Schilperoord eind 2009 niet gelukt zich te kwaliferen voor Stage 2 van de Tourschool.